# Myriam Soumaré
Myriam Soumaré (Francia, 29 de octubre de 1986) es una atleta francesa, especialista en la prueba de 200 m en la que llegó a ser campeona europea en 2010.

## Carrera deportiva
En el Campeonato Europeo de Atletismo de 2010 ganó la medalla de plata en los relevos 4 x 100 metros, con un tiempo de 42.45 segundos, llegando a meta tras Ucrania y por delante de Polonia (bronce). También ganó la medalla de oro en los 200 metros —con un tiempo de 22.32 segundos, por delante de la ucraniana Yelizaveta Bryzhina y la rusa Aleksandra Fedoriva— y el bronce en los 100 metros, con un tiempo de 11.18 segundos que fue su mejor marca personal, tras la alemana Verena Sailer y su compatriota francesa Véronique Mang (plata).
Cuatro años después, en el Campeonato Europeo de Atletismo de 2014 volvió a ganar la medalla de plata en la misma prueba, con el mismo tiempo de 42.45 segundos, llegando a meta tras Reino Unido (oro) y por delante de Rusia (plata), siendo sus compañeras de equipo: Céline Distel-Bonnet, Ayodelé Ikuesan y Stella Akakpo.